# Guldlänken
Guldlänken (Swedish eGovernment Awards) är en svensk årlig tävling för innovativa e-tjänster i den offentliga sektorn. Liknande tävlingar finns i andra europeiska länder och en europeisk final har arrangerats 2003, 2005, 2007 och 2009 under namnet eEurope Awards for eGovernment eller European eGovernment Awards.
Guldlänken arrangerades första gången 1999 av den dåvarande IT-kommissionen tillsammans med branschorganisationen Promise. Åren 2000-2003 delades priset ut i klasserna demokrati och service. Efter att IT-kommissionen hade lagts ner, övertogs arrangemanget 2004 av Statskontoret. Åren 2004-2005 delades priset ut i klasserna bästa samverkan och bästa e-tjänst.
Guldlänken arrangeras sedan 2011 av Vinnova, staten genom Regeringskansliet och Sveriges Kommuner och Landsting tillsammans med konferensen Offentliga Rummet.

## Vinnare
- 1999 - Arbetsmarknadsstyrelsen
- 2000 - Demokrati: Luftfartsverket; service: Patent- och registreringsverket
- 2001 - Demokrati: Jämtlands läns landsting; service: Riksskatteverket
- 2002 - Demokrati: Norrmalms stadsdelsnämnd, Stockholm; service: webbplatsen Infomedica; hedersomnämnande: Handikappombudsmannen
- 2003 - Demokrati: Region Skåne; service: Konsumentverket
- 2004 - Bästa samverkan: Företagarguiden (Nutek); bästa e-tjänst: Mina Vårdkontakter (Stockholms läns landsting) samt Småföretagarpaketet (Tullverket)
- 2005 - Bästa samverkan: Expertsvar.nu (Vetenskapsrådet); bästa e-tjänst: Minpension.se (Min pension i Sverige AB)
- 2006 - Inkomstdeklaration på Internet (Skatteverket)
- 2007 - SAM Internet (Jordbruksverket); hedersomnämnande: Klamydia.se (Västra Götalandsregionen och Västerbottens läns landsting)
- 2008 - Aktivitetskort på nätet (Umeå Fritid) samt CAPISCO (Pliktverket)
- 2009 - Fornsök (Riksantikvarieämbetet, Sjöfartsverket och Statens maritima museer)
- 2010 - Miljöförvaltningen i Stockholms stad, E-tjänst för tillstånd att borra efter bergvärme] )
- 2011 - Soctanter på nätet (Malmö stad)
- 2012 - Trafiklab: Samtrafiken, SL och Viktoriainstitutet
- 2013 - CommunityBase, Sundsvalls kommun i samarbete med Nordic Peak samt Mitt Skellefteå, Skellefteå kommun
- 2014 - Joakim Jardenberg:[2]
- 2015 - Mats Rundkvist och Maria Gill, Västerås kommun
- 2016 - Mikael Wiklund, Ådalsskolan i Kramfors; hederspris till Annika Bränström, GD för Bolagsverket och tidigare ordförande för E-delegationen
- 2017 - Trelleborgs kommun
- 2018 - Göteborgs Stad för mobilappen "Anmäl hinder".[3]
- 2019 - Projektet: Ökad användning av öppna data i Stockholmsregionen (ÖdiS)[4]